# 機動戦士ガンダム0080 ポケットの中の戦争
『機動戦士ガンダム0080 ポケットの中の戦争』（きどうせんしガンダム ダブルオーエイティ ポケットのなかのせんそう、英題: MOBILE SUIT GUNDAM 0080 War in the Pocket）は、1989年発売の『ガンダムシリーズ』OVA作品。全6話。略称は「0080」「ポケ戦」（ポケせん）。
それまでガンダムシリーズを手がけてきた富野由悠季以外が監督した初の作品である。また、ガンダムシリーズ作品では最初にOVA形式で発表・リリースされた作品でもある。

## 概要
『機動警察パトレイバー』に続く低価格OVA第2弾。『機動警察パトレイバー』と同様、全6話1本4800円である。『機動警察パトレイバー』が1話完結だったのに対し、本作は1本の映画を6話に分ける手法を採用している。これは当時、『機動戦士ガンダム 逆襲のシャア』のレンタルが好調のため、テレビアニメ的だった『機動警察パトレイバー』以上に映画的手法を指向したためである。1巻あたり6万本、後年のDVDを加えると全巻50万本もの大ヒットとなった。
バンダイ・メディア事業部の高梨実によると、高山文彦に監督を依頼したのは『超時空要塞マクロス』で高梨が気に入った話の演出が全て高山だったからだという。高山は電話を持っておらず、「死んだ」という噂があるほど居場所が不明だったが、内田健二が探し当てて直接訪ねに行った。唐突に訪ねてきた内田に高山は驚いたが、仕事がなくて困っていたので監督を引き受けることにした。
「でかいブリキの箱の中に入ってパンチふるって何が楽しいんだろう」とロボットアニメに疑問を感じていた高山が監督を手がけた結果、MSを初めとするメカニックの戦闘シーンは少なく、代わりに人間ドラマを重視した作品になった。高山は、メインキャラクターについてはさほど注文を付けなかったが、サブキャラクターについては映画俳優の資料を美樹本晴彦へ渡してイメージを伝えた。
主人公が非戦闘員の小学生という点でも異色作となった。また、主人公のアルを演じた浪川大輔は1989年当時12歳で、ガンダムシリーズの主人公を演じた声優では最年少に当たる。浪川は現在もプロの声優として活動を続けているが、本作への出演後に声変わりしたため、後のゲーム作品では比嘉久美子がアルを演じている。ただし、浪川は後年に発売されたセルソフトCMにおいて成長したアルが当時を振り返るという設定で何度かアルの声を演じている（1999年のDVD発売時テレビCMおよび2017年のBD-BOX発売時テレビCMナレーションの二回）。
本作以前のガンダムシリーズはニュータイプを主軸に物語を展開したが、本作では普通の人々を主役に、サイド6という中立地帯での局地戦を舞台にしている。主役MSの新型ガンダム「RX-78 NT-1 アレックス」の出番こそ少ないが、比較的それが多い第4巻と第6巻が他巻以上に販売実績が好調だったことから、次回作のOVA『機動戦士ガンダム0083 STARDUST MEMORY』はガンダムの出番の多いものになった。アレックスはニュータイプ専用に調整された機体であり、連邦軍内で「ニュータイプ部隊」と位置づけられていたホワイトベースのアムロ・レイへ渡されるはずの機体だったという設定はあるものの、「ホワイトベース」という艦名が登場する以外は『機動戦士ガンダム』本編とストーリー上の直接の接点はない。
各話のサブタイトルや物語のプロットは、アーネスト・ヘミングウェイなどの戦争文学作品の作風でまとめられているほか、主人公の民間人の少年が“敵国”の兵器に憧れてそのパイロットと親交を深める点などは、映画『太陽の帝国』との類似点も指摘される。構成担当の結城恭介は、本作について『太陽の帝国』を意識しつつも、主旨はあくまで違うという旨の発言をしている。
ナチスドイツによる侵攻が目前に迫った、第二次世界大戦中のイギリスを舞台に、子供の視点から戦争と戦時下の生活を描いた、1987年11月公開（同年9月の第2回東京国際映画祭でも先行して上映されている）のイギリス映画『戦場の小さな天使たち』とも、プロットが酷似している。
タイトルの「0080」とは、一年戦争終結の日が宇宙世紀0080年1月1日だったことに由来しており、実際のストーリーの大半は宇宙世紀0079年が舞台である。「ポケットの中の戦争」は、リボーコロニーでの経緯がコンペイトウ（ソロモン）へ報告された際にレビル将軍がこの一件を「些細な一事に過ぎない」という意味で評した台詞から採られたとされているが、このレビルの発言は『0080』完結後に発行された『機動戦士ガンダム 戦略戦術大図鑑』の記述が初出であり、『0080』発売当時には存在しなかったものである。
MSなどのデザインは、出渕裕の手によってリファインされている。これは『機動戦士ガンダム』に登場した機体を、本放送当時のアニメ技術では描き切れなかった部分まで、よりリアリティの高いデザインで描くためのものだった。しかし、これらは後に「統合整備計画によるバリエーション機体」という設定が追加され、デザイン上のリファインではなく別機体として扱われている。
1991年製作のOVA作品『3×3 EYES』では、原作者の高田裕三を始め、スタッフが本作を覚えていて、バーニィ役の辻谷耕史とクリス役の林原めぐみを主人公とヒロインに抜擢したとのことである。

## 物語
一年戦争末期、地球連邦軍が新型ガンダムを開発しているという情報を掴んだジオン公国軍の特殊部隊「サイクロプス隊」は、機体を奪取すべく北極の連邦軍基地を襲撃する。しかし作戦は失敗し、目標物は宇宙へ飛び立ってしまう。
連邦にもジオンにも与しない中立コロニーである、サイド6のコロニー「リボー」に住む小学生アルフレッド・イズルハ（アル）は、父との面会のため、コロニーの宇宙港に赴いていた。アルは同級生との約束で連邦軍のMSを探索していたところ、偶然、北極から運ばれてきたコンテナを撮影するが、MSを撮影することはできなかった。約束を果たせず落胆したアルだったが、幼馴染みで隣人のクリスチーナ・マッケンジーと再会する。
運び込まれたコンテナの中身は新型ガンダムの「ガンダムNT-1」だった。この情報はジオンにも伝わり、新型ガンダムがリボーへ運び込まれたと知ったジオン軍はサイクロプス隊をそこへ送り込み、奪取を果たすべく「ルビコン計画」を発動する。
ある日アルは、リボーに侵入したザク改が被弾してコロニー内の森へ墜落したのを目撃し、友人たちの制止を振り切って現場に駆け付ける。森の中で擱座したザクを撮影していたところ、そのパイロットでジオン兵のバーナード・ワイズマン（バーニィ）と出会う。
その後、アルは夜中に家を抜け出した朝帰りの途中に偶然バーニィを見かけて追跡し、サイクロプス隊の潜伏先に行きつく。隊長のハーディ・シュタイナーは面倒を避けるためアルを仲間に誘い入れ、その実、盗聴器つきの隊証を渡してバーニィに監視を命じる。監視されているとは知らず自分も隊の一員になったと浮かれるアルは行方不明のコンテナ捜しに協力し、バーニィと交流を深めていく。自宅付近で監視していたバーニィがクリスに泥棒と勘違いされた時には、腹違いの兄弟と嘘をつきマッケンジー一家を納得させた。
調査の最中、コンテナ撮影現場に居合わせた保安員の顔を覚えていたことから、アルはバーニィと共に連邦軍の秘密基地を突き止め、NT-1の撮影に成功する。シュタイナーたちは連邦軍の兵士に変装して基地に潜入したが、バーニィが連邦兵と交わした些細な世間話から正体がバレてしまい、サイクロプス隊はバーニィを残して壊滅してしまう。作戦失敗の影響は色濃く、2度の戦闘で多数の死傷者を出したリボーでは反ジオンの動きが加速し、面白半分でジオンを応援していた友人たちの心変わりにアルは傷つく。
なおも一人生き残ったバーニィの潜伏に協力していたアルだったが、本当の兄のように信じていた彼に騙されていたことを知らされる。さらに、ルビコン作戦の失敗によりジオン軍がクリスマスの日にリボーへ核ミサイル攻撃をすることになったと聞かされ、バーニィに突き放されてしまう。
両親が復縁することが決まったものの、アルは目前に近づく核攻撃への恐怖に怯え、警察に通報しても相手にされることはなかった。そんな時、戦う決意を固めたバーニィが舞い戻り、3日後に迫った核攻撃阻止のため、彼と共にNT-1破壊作戦に向けた準備に入る。いよいよ作戦決行となる直前、アルはバーニィから荷物を手渡され、自分が失敗した時には最後の作戦を実行して欲しいと頼まれる。作戦当日となるクリスマスの日、母とともに帰宅する父の迎えに出ていたアルは核ミサイルを搭載したジオン艦艇が降伏したことを聞かされる。もう戦う必要がなくなったことを教えるため、急ぎバーニィのもとへ走るが、コクピットを貫かれて爆散するザク改と大破したNT-1から助け出されるクリスの姿を目撃してしまう。
そして新学期の日、地球への転任でリボーを離れることになったクリスと別れ、学校集会で戦争が終結したことを聞かされたアルは、去来した様々な想いを胸に泣き崩れた。アルは戦争の残酷さを身を以て知り、1人の人間として大きく成長するのだった。

## 登場人物
民間人
- アルフレッド・イズルハ（アル）（声 - 浪川大輔）

ジオン公国軍（サイクロプス隊）
- バーナード・ワイズマン（バーニィ）（声 - 辻谷耕史）
- ハーディ・シュタイナー（声 - 秋元羊介）
- ガブリエル・ラミレス・ガルシア（声 - 島田敏）
- ミハイル・カミンスキー（ミーシャ）（声 - 島香裕）

地球連邦軍
- クリスチーナ・マッケンジー（クリス）（声 - 林原めぐみ）

## 登場兵器
モビルスーツやモビルアーマーなど機動兵器に分類されるものは
それ以外のものについては

## スタッフ
- 企画 - サンライズ
- 原作 - 矢立肇、富野由悠季
- 構成 - 結城恭介
- 脚本 - 山賀博之
- デザインワークス - 出渕裕
- キャラクターデザイン - 美樹本晴彦
- モビルスーツ原案 - 大河原邦男
- メカニカルデザイン協力 - 明貴美加、石津泰志
- 美術 - 池田繁美
- 撮影 - 奥井敦
- 音楽 - かしぶち哲郎
- 音響監督 - 藤野貞義
- 音響効果 - 横山正和
- 監督 - 高山文彦
- プロデューサー - 内田健二（サンライズ）、高梨実（バンダイ）

## 主題歌
オープニングテーマ「いつか空に届いて」
作詞・作曲 - 椎名恵 / 編曲 - 戸塚修 / 唄 - 椎名恵（キングレコード）

エンディングテーマ「遠い記憶」
作詞・作曲 - 椎名恵 / 編曲 - 戸塚修 / 唄 - 椎名恵（キングレコード）

イメージソング「夜明けのShooting Star」
作詞・作曲 - 辛島美登里 / 編曲 - 矢萩秀明 / 唄 - 林原めぐみ（キングレコード）
『機動戦士ガンダム0080 ポケットの中の戦争 Sound Sketch・II』収録のイメージソング、本編未使用。林原めぐみの本人名義での最初の曲となる。

## 各話リスト
脚本は山賀博之、メカ作画監督は岩瀧智がそれぞれ全話を担当している。
| 話数  | サブタイトル             | 絵コンテ          | 演出     | 作画監督                   | VHS発売日     | 作中年月日             |
| ----- | ------------------------ | ----------------- | -------- | -------------------------- | ------------- | ---------------------- |
| 第1話 | 戦場までは何マイル？     | 高山文彦          | 高松信司 | 斉藤格                     | 1989年3月25日 | 宇宙世紀0079年12月9日  |
| 第2話 | 茶色の瞳に映るもの       | 甚目喜一          | 横山広行 | 窪岡俊之                   | 1989年4月25日 | 宇宙世紀0079年12月14日 |
| 第3話 | 虹の果てには？           | 高松信司 高山文彦 | 高松信司 | 川元利浩 冨沢和雄          | 1989年5月25日 | 宇宙世紀0079年12月18日 |
| 第4話 | 河を渡って木立を抜けて   | 高山文彦          | 横山広行 | 窪岡俊之                   | 1989年6月25日 | 宇宙世紀0079年12月19日 |
| 第5話 | 嘘だといってよ、バーニィ | 甚目喜一          | 高松信司 | 川元利浩 窪岡俊之 冨沢和雄 | 1989年7月25日 | 宇宙世紀0079年12月22日 |
| 第6話 | ポケットの中の戦争       | 高山文彦          | 高山文彦 | 川元利浩                   | 1989年8月25日 | 宇宙世紀0079年12月25日 |

## 評価
山賀博之
全話の脚本を担当した山賀博之は、自身が監督をした『王立宇宙軍 オネアミスの翼』が、結果として『機動戦士ガンダム 逆襲のシャア』の模倣的な作品となり、自身の作家性がガンダムの真似事でしかないことに気づき、「ならば遊んでやろう」と本作の仕事を引き受けたことを明かした上で、遊びの気持ちで脚本を書いてしまった自分はクズであると断言し、本作はガンダムの歴史を汚す悪い作品だという評価を下している。

## 関連メディア

### 映像ソフト
1989年にVHS・Betamax・LD、1999年にDVDが発売されている（DVDはその後、歴代ガンダムシリーズ作品を集中してDVDで廉価発売する「G-SELECTION」と称した企画の一環として、2011年にもボックス形式で再発売されている）。
VHS・Betamax・LDは各巻に1話ずつ収録。DVDは第1巻に第1話 - 第3話、第2巻に第4話 - 第6話を収録。VHS・Betamax・LDでは全巻購入特典として、サイコガンダムを含む当時のアニメに登場した全ガンダムを川井憲次の曲に乗せて描く新作映像と本編を編集して製作された、「夜明けのShooting Star」のミュージッククリップを収録した『ALL THAT GUNDAM』が配布された。
2017年8月29日にはBD2枚組のBD-BOXが発売。フィルムから4Kスキャニングによる高画質化を行ったHDリマスター版となっており、第4話と第6話にはアル役の浪川大輔、バーニィ役の辻谷耕史、クリス役の林原めぐみによるオーディオコメンタリーが新録されている。BD版の発売直前にはDVD版のTVCMとBD版のTVCMを内包したスペシャルPVが制作され、バンダイチャンネルによって公開された。
2020年2月27日には「U.C.ガンダムBlu-rayライブラリーズ」としてスペシャルプライスBlu-rayが発売された。日本語, 英語, 中国語字幕付き。

### テレビ放送
- NHK衛星第2テレビジョン - 1996年
- TOKYO MX - 2006年10月から同年11月[12]
- BS-i（現・BS-TBS） - 2006年10月から同年11月
- テレ玉 - 2007年1月から同年2月
- BS11デジタル - 2007年12月、2019年1月（ANIME+枠）[13]
- 関西テレビ - 2017年10月から同年11月[14]

### 小説
機動戦士ガンダム0080 ポケットの中の戦争
著：結城恭介 / 発売日：1989年10月 / 発売元：角川書店（角川スニーカー文庫）
本編で構成を担当した結城によるノベライズ版。カバーイラストと挿絵は美樹本晴彦が担当。基本的には本編に忠実な内容だが、物語の顛末は改変されている。
このほか『月刊アニメージュ』1989年4月号の付録として、小説「クリスが見る夢」が脚本を担当した山賀博之によって執筆されている。商業本としてはリリースされていないが、上述したBD-BOXの特典として復刻版が同梱。

### 漫画
機動戦士ガンダム0080 ポケットの中の戦争（池原しげと版）
著：池原しげと
講談社の雑誌「コミックボンボン」にて、OVAのリリースに合わせて1989年4月号から8月号まで連載されたコミカライズ版。全体の流れはそのままだが、対象読者の年齢を考えてより構成を整理した形になっている。また、本編では明らかにされていない核兵器搭載のヘルシング艦隊を阻止する経緯や、グレイファントム同型艦の搭載機フルアーマーガンダムによる戦闘シーンなど、独自の描写も盛り込まれている。
単行本は1989年7月にボンボンKCで発売された後、2003年8月には廉価版のプラチナコミックスが発売された。現在は2006年11月に発売されたKCデラックス版が入手可能。なお、大都社から2000年に発売されたStコミックス『機動戦士ガンダムF91』（著：井上大助）に併録で収録されている。

VISUAL COMIC 機動戦士ガンダム0080
発売日：1989年 / 発売元：バンダイ
本編のアニメフィルムを使用して漫画形式にまとめた、フィルムコミック作品。設定画や用語解説、制作スタッフや声優のインタビューのほか、小説『TOP GUNDAM』や漫画『アイシム』など、『0080』とは直接関係のない作品も数多く収録されている。全2巻。

ポケットの中の戦争
著：水原賢治 / 発売日：1994年2月10日 / 発売元：メディアワークス
本編の1年後のクリスマスを描いた後日談。MS SAGA第4号に掲載された。宇宙世紀0080 12月25日。また同じクラスになったチェイやテルコットを置いて掃除当番をサボり、クラスを抜け出すアル。ザク改を修理した場所に埋葬されたバーニィとその十字架の前で一年前を回想する。全16頁。未単行本化作品。

機動戦士ガンダム0080 ポケットの中の戦争（玉越博幸版）
著：玉越博幸
KADOKAWAの雑誌「ガンダムエース」にて、2021年8月号より連載中。クリスチーナ・マッケンジーの視点から物語を描く構成となっている。本編の北極基地襲撃以前となるサイクロプス隊が別任務を遂行する模様や、新型ガンダムの機付長（ルビは「シューフィッター」）としてクリスがモンタナ基地に着任するオリジナル・エピソードも描かれる。
既刊4巻（2023年12月26日現在）。

### ゲームブック
機動戦士ガンダム0080 消えたガンダムNT
著：望月雄太郎 / 発売日：1989年3月20日 / 発売元：バンダイ
クリスチーナ・マッケンジーが盗まれたガンダムNT-1を捜索する物語。カバーイラストは北爪宏幸が担当した。
本作は本編の設定を基にしているものの、クリスがアルと共にア・バオア・クーへ乗り込んで戦闘を行ったり、『機動戦士ガンダム』本編で死亡したはずのテム・レイやスレッガー・ロウが実は生存していたり、展開次第ではシャア・アズナブルやジョニー・ライデンと対峙するなど、宇宙世紀の歴史との整合性を無視した内容となっている。

### 画集
ガンダム戦場写真集　M.S.ERA
発売日：1990年3月15日　/　発売元：バンダイ
内田健二、出渕裕、高山文彦共同プロデュースによる「一年戦争を写真によって検証する」というコンセプトで制作された「写真集」。「0080」のエンディングで使用されたカットに加え100枚以上の新規描き下ろしイラストが掲載された画集。ミノフスキー博士の姿はこの書籍が初出となる。